# 美國退出聯合全面行動計畫
2018年5月8日，美國退出聯合全面行動計畫。
該計畫又被稱為「伊朗核協議」（英語：Iran nuclear deal）或「伊朗協議」（英語：Iran deal）、「伊核協定」，是伊朗伊斯兰共和国与P5+1（包括中国、法国、俄罗斯、英国、美国5个安理会常任理事国与德国）以及欧盟，於2015年7月14日在維也納簽訂的國際協定，主旨為解決伊朗核问题。
美国保守派贊成退出聯合全面行動計畫。

## 歷史
2015年7月份，與伊朗、中國、法國、德國、俄羅斯、英國、美國和歐盟達成協議。該協議限制伊朗製造核武的能力，以換取減少經濟制裁。在美國退出之前，國際原子能總署宣稱其核查人員已核實伊朗自協定以來，所履行協議中的相關承諾。
伊朗於2017年4月和2017年7月通過川普政府的相關確認，並遵守該協議內容。而在2017年10月13日，唐納·川普宣布美國不再核發確認。

## 公告

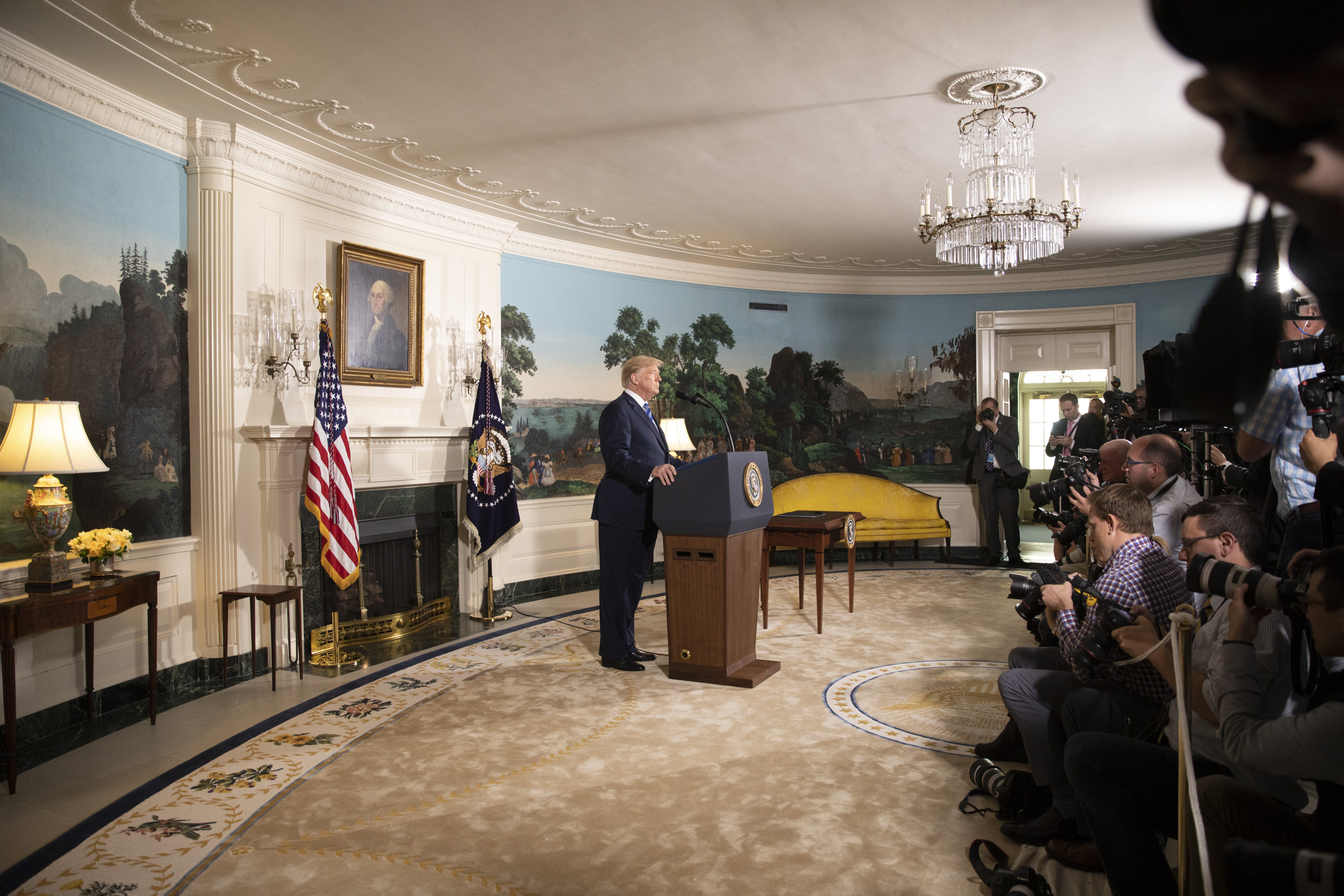
唐納·川普宣布美國於2018年5月8日退出聯合全面行動計畫。

在北美東部時區下午2點，唐納·川普宣布美國退出聯合全面行動計畫。

## 評論

### 支持者
- 美国：
  - 美國常駐聯合國代表妮基·黑利表示：「支持唐納·川普決定撤銷[2]。」
  - 美國眾議院議長保羅·萊恩表示：「這筆交易存在嚴重缺陷[15]。」
  - 南卡羅來納州聯邦參議員林賽·格雷厄姆表示：「強烈支持這項決定[15]。」
  - 國務卿邁克·蓬佩奧表示：「支持撤銷[16]。」
  - 美國國家安全顧問约翰·博尔顿表示：「支持這項決定[16]。」
  - 前任美国副总统 迪克·切尼表示：「支持退出[17]。」

- 以色列：
  - 總理本雅明·内塔尼亚胡在美國宣布退出後的首次電視直播表示：「以色列完全支持唐納·川普總統今日的大膽決定，拒絕與德黑蘭恐怖主義政權的災難性核協議[18]。」

### 反對者
- 联合国：
  - 秘書長安东尼奥·古特雷斯表示：「深切關注美國退出聯合全面行動計畫後，所恢復的制裁公告[19]。」
- 美国：
  - 美國前總統贝拉克·奥巴马 表示：「這筆交易正在起作用，這符合美國的利益[2][20]。」

## 外交評論

### 支持國家
- 以色列總理本雅明·内塔尼亚胡表示，退出協議是「勇敢的決定」[21]。
- 阿联酋外交部長（英语：Geneva interim agreement on the Iranian nuclear program）表示：「支持」[22]。
- 巴林政府發表聲明，對此表示贊同[23]。
- 葉門政府發表聲明，全力支持這項決定[24]。
- 沙烏地阿拉伯的外交部（英语：Ministry of Foreign Affairs (Saudi Arabia)）表示：「伊朗在解除制裁後，已破壞該地區的經濟發展，特別是發展彈道導彈，及支持該地區的恐怖組織[25]。」
- 埃及支持撤銷協議[26]。

### 反對國家

#### 協商國家
- 伊朗最高领袖阿里·哈米尼形容唐納·川普的用字「廉價又小氣」[27]。在唐納·川普在美國撤回聯合全面行動計畫的幾分鐘後，伊朗總統哈桑·鲁哈尼發表聲明：「美國已經宣布不尊重該協議承諾[2][28]。」
- 欧洲联盟外交和安全政策高級代表费代丽卡·莫盖里尼表示：「歐盟絕對會維持住這項協議[2]。」歐盟委員會主席让-克洛德·容克表示，美國不再希望與其他國家合作。並表示：「美國已經失去作為國際重要角色，並失去其影響力[29]。」
- 法國財政部長布魯諾·勒·梅爾（英语：Bruno Le Maire）表示：「不能接受美國變成地球的經濟警察[30]。」法國領導人對唐納·川普的決定表示「遺憾」[31]。
- 德国對唐納·川普的決定表示「遺憾」[31]。
- 英国對唐納·川普的決定表示「遺憾」[31]。
- 俄羅斯克里姆林宫發言人布魯諾·勒·梅爾（英语：Bruno Le Maire）在記者會上表示：「任何行為都會危害到聯合全面行動計畫[32]。」俄羅斯外交部長谢尔盖·维克托罗维奇·拉夫罗夫也批評美國，表示：「我們再次看到華盛頓正試圖修改重要地國際協議[33]。」
- 中國外交部表示，各方應繼續維持該協議，国际原子能机构（IAEA）已多次確認伊朗在遵守協議內容[34]。中華人民共和國外交部發言人华春莹表示：「雙方需要繼續維持該協議[34][35]。」

#### 中東國家
- 土耳其總統發言人易卜拉辛·卡林（英语：Ibrahim Kalin）表示，美國單方面退出《洛桑初步協議（英语：Iran nuclear deal framework）》的政策決定，可能會瓦解後增加更多的國際衝突[36]。
- 约旦外交部長艾曼·薩法迪（英语：Ayman Safadi）表示，除非找到其他政治解決辦法解決該地區的核子武器和其他大規模殺傷性武器，否則中東恐怕會出現軍備競賽的「危險後果」[37]。
- 叙利亚「強烈」譴責唐納·川普退出聯合全面行動計畫的政策決定[38]。

#### 其他國家
- 總理麦肯·腾博表示，他對這一決定表示遺憾[39]。
- 愛爾蘭外交部長西蒙·科文尼（英语：Simon Coveney）表示：「對美國宣布退出聯合全面行動計畫感到非常失望[40]。」
- 義大利總理保羅·真蒂洛尼表示，必須維持聯合全面行動計畫[41]。
- 日本外務省表示，日本支持維持這項協議，並「希望相關國家繼續作出建設性的回應」[39]。
- 荷蘭副總理（英语：Deputy Prime Minister of the Netherlands）雨果·德·德揚（英语：Hugo de Jonge）表示，荷蘭會盡可能地維持聯合全面行動計畫的完整性，並於外交上為此作出努力。荷蘭政府認為美國總統唐納·川普決定退出該協議是非常不明智的政策決定。因為它將影響國際安全，而造成荷蘭的安全問題[42]。
- 新西兰總理傑辛達·阿德恩表示，撤銷是倒退一步[43]。
- 新加坡常駐聯合國代表：「維持聯合全面行動計畫的所有的相關承諾[44]。」
- 西班牙首相马里亚诺·拉霍伊批評唐納·川普退出聯合全面行動計畫的政策決定[45]。
- 瑞士政府發表聲明，美國退出並沒有改變瑞士的立場及相關協議[46]。

### 中立國家
- 阿曼政府發表聲明，重視與美國及伊朗的友好合作關係，將協助聯合全面行動計畫的後續發展，並盡力維持中東地區的安全與穩定。阿曼外交部表示，非常重視簽署協議的五國立場，願意協助相關的國際事務[47]。
- 政府發表聲明，非常重視中東國家去除核子武器的相關問題，並防止鄰近國家引發核子武器競賽[48]。
- 印度政府發表聲明，呼籲以外交方式解決聯合全面行動計畫的現有爭議。 外交部表示：「簽署國家應建設性地解決聯合全面行動計畫的相關問題[49]。」

## 美國的公眾輿論
根據美國有线电视新闻网在2018年5月2日和2018年5月5日期間進行的民意調查顯示，主要支持退出聯合全面行動計畫的群眾為共和黨選民，並佔支持率的51％。
在皮尤研究中心調查中，不贊成唐納·川普宣布退出聯合全面行動計畫的美國民眾佔53％，而美國學者則佔94％。
| \| 美國應該退出聯合全面行動計畫嗎？[50] \| 美國應該退出聯合全面行動計畫嗎？[50] \| 美國應該退出聯合全面行動計畫嗎？[50] \| 美國應該退出聯合全面行動計畫嗎？[50] \| 美國應該退出聯合全面行動計畫嗎？[50] \| \| ------------------------------------ \| ------------------------------------ \| ------------------------------------ \| ------------------------------------ \| ------------------------------------ \| \| \| \| \| \| \| \| 保留 \| 保留 \| \| 63％ \| 63％ \| \| 撤銷 \| 撤銷 \| \| 29％ \| 29％ \| \| 沒意見 \| 沒意見 \| \| 8％ \| 8％ \| |        |  |      |      |
| 美國應該退出聯合全面行動計畫嗎？ |        |  |      |      |
| |        |  |      |      |
| 保留 | 保留   |  | 63％ | 63％ |
| 撤銷 | 撤銷   |  | 29％ | 29％ |
| 沒意見 | 沒意見 |  | 8％  | 8％  |

## 影響

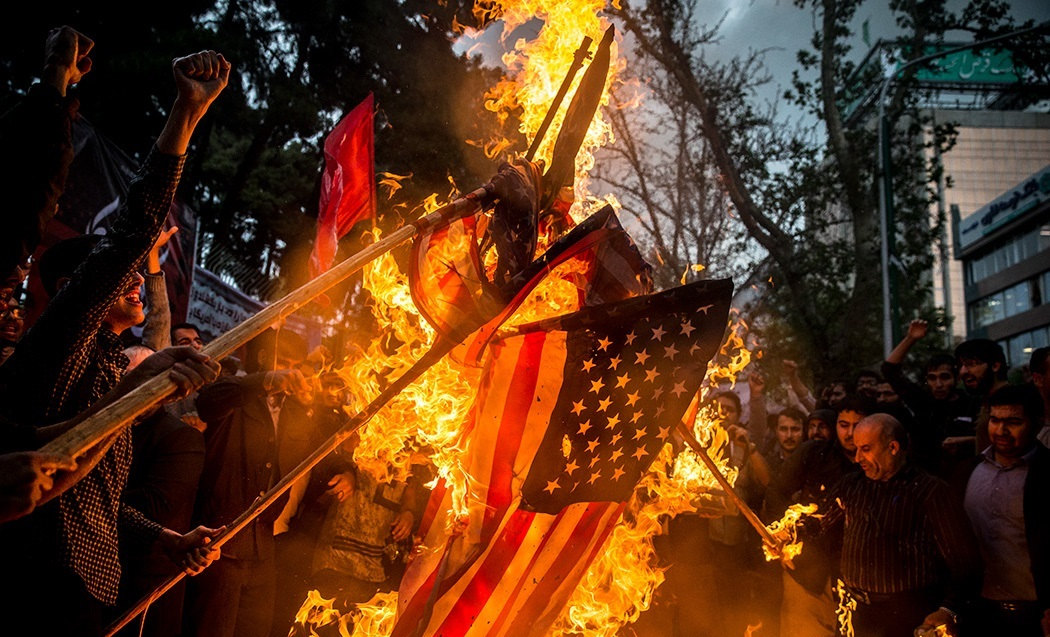
2018年5月8日，美國駐伊朗大使館周圍的抗議活動。

根據托尼·布林肯表示，聯合全面行動計畫取決於伊朗是否願意遵守相關內容，以及該協議所給予伊朗的經濟利益。

### 貿易
唐納·川普有意要制裁與德黑蘭進行貿易的歐洲公司。
在簽署聯合全面行動計畫後，2016年12月份伊朗與波音公司簽署170億美元的合作協議；空中客車公司則簽署190億美元。而中國大陸簽訂15億美元的基礎設施交易，並且中信銀行提供伊朗銀行100億美元的信貸額度。